# Christine Defraigne
Christine Defraigne (Luik, 29 april 1962) is een Belgisch politica voor de MR.

## Levensloop
Zij is de dochter van voormalig Kamervoorzitter Jean Defraigne (1929-2016). 
In 1984 werd Christine Defraigne licentiaat in de rechten aan de Universiteit Luik en datzelfde jaar werd ze advocate aan de Balie van Luik. Van 1984 tot 1987 was ze eveneens assistent in fiscaal recht aan de Universiteit Luik en van 1985 tot 1987 werkte ze als adviseur op het kabinet van toenmalig vicepremier en minister van Justitie Jean Gol (1942-1995). Ook was ze van 1995 tot 1999 plaatsvervangend vrederechter in het kanton Herstal.
Voor de toenmalige PRL werd Defraigne in oktober 1988 verkozen tot gemeenteraadslid van Luik. Ze zetelde tot in 1994 en werd begin 2001 opnieuw gemeenteraadslid van de stad, een functie die ze nog steeds uitoefent.
In 1991 probeerde Christine Defraigne voor het arrondissement Luik verkozen te geraken in de Kamer van volksvertegenwoordigers, maar dat mislukte. In 1995 werd ze lid van het partijbureau van de toenmalige PRL. Defraigne kreeg vervolgens in 1997 de opdracht om de Waalse afdelingen in de partij te vernieuwen.
In 1999 raakte ze in het Waals Parlement als opvolgster van Michel Foret, een functie die ze bleef uitoefenen tot in december 2018. Hierdoor zetelde Defraigne automatisch ook in het Parlement van de Franse Gemeenschap. Van 2003 tot 2018 zetelde zij tevens als gemeenschapssenator en vanaf 2014 als deelstaatsenator in de Belgische Senaat. In de Senaat was Defraigne van 2003 tot 2009 fractievoorzitter voor de MR. In 2009 werd ze ontslagen uit die functie nadat ze kritiek had geuit op de cumul van partijvoorzitter en vicepremier van Didier Reynders. Daarna was ze van 2010 tot 2011 voorzitter van de Senaatscommissie Justitie. In december 2011 werd ze opnieuw MR-fractieleider in de Senaat, ditmaal tot in oktober 2014. Vervolgens was ze van oktober 2014 tot december 2018 voorzitter van de Senaat.
Na de lokale verkiezingen van 2018 werd Defraigne begin december 2018 schepen voor Financiën, Begroting en Stedenbouw in de stad Luik. Daardoor nam ze ontslag uit haar parlementaire ambten en verliet ze de nationale politiek.
In oktober 2019 stelde ze zich kandidaat voor het voorzitterschap van de MR. In de eerste ronde van de voorzittersverkiezingen, op 12 november, eindigde ze op de derde plaats met 14,01 procent van de stemmen. Eind november 2019 was Defraigne medeoprichtster van het Rassemblement des Libéraux Progressistes, een verbond van progressieve liberalen binnen de MR.
Defraigne was van 2003 tot 2008 eveneens voorzitter van de openbare vervoersmaatschappij TEC in Luik-Verviers.

## Opvattingen
Defraigne is een feministe en vrijzinnig. Ze was een van de medeondertekenaars van het wetsvoorstel voor de uitbreiding van euthanasie naar minderjarigen, dat met een wisselmeerderheid werd goedgekeurd in juni 2013.

## Eretekens
- 2019: Grootofficier in de Leopoldsorde[7]